# Colt Ford
Jason Farris Brown (né le 27 août 1970), connu sous son nom de scène Colt Ford, est un rappeur, chanteur et auteur-compositeur américain.
Il a sorti quatre albums par le biais de Average Joes Entertainment, qu'il a co-fondé. Ford a co-écrit (avec Brantley Gilbert) Dirt Road Anthem, une chanson de son album de 2008 Ride Trough the Country dont Jason Aldean a plus tard fait une reprise dans son album My Kinda Party.

## Discographie
- Ride Through the Country (2008)
- Chicken & Biscuits (2010)
- Every Chance I Get  (2011)
- Declaration of Independence (2012)
- Thanks for Listening (2014)